# Kostel svatého Vojtěcha (Dejvice)
Kostel svatého Vojtěcha v Dejvicích je římskokatolický filiální seminární kostel-bazilika postavená v letech 1925 až 1927. Je součástí budovy Arcibiskupského kněžského semináře v Praze 6-Dejvicích. Kostel leží na území farnosti u kostela sv. Matěje.

## Historie

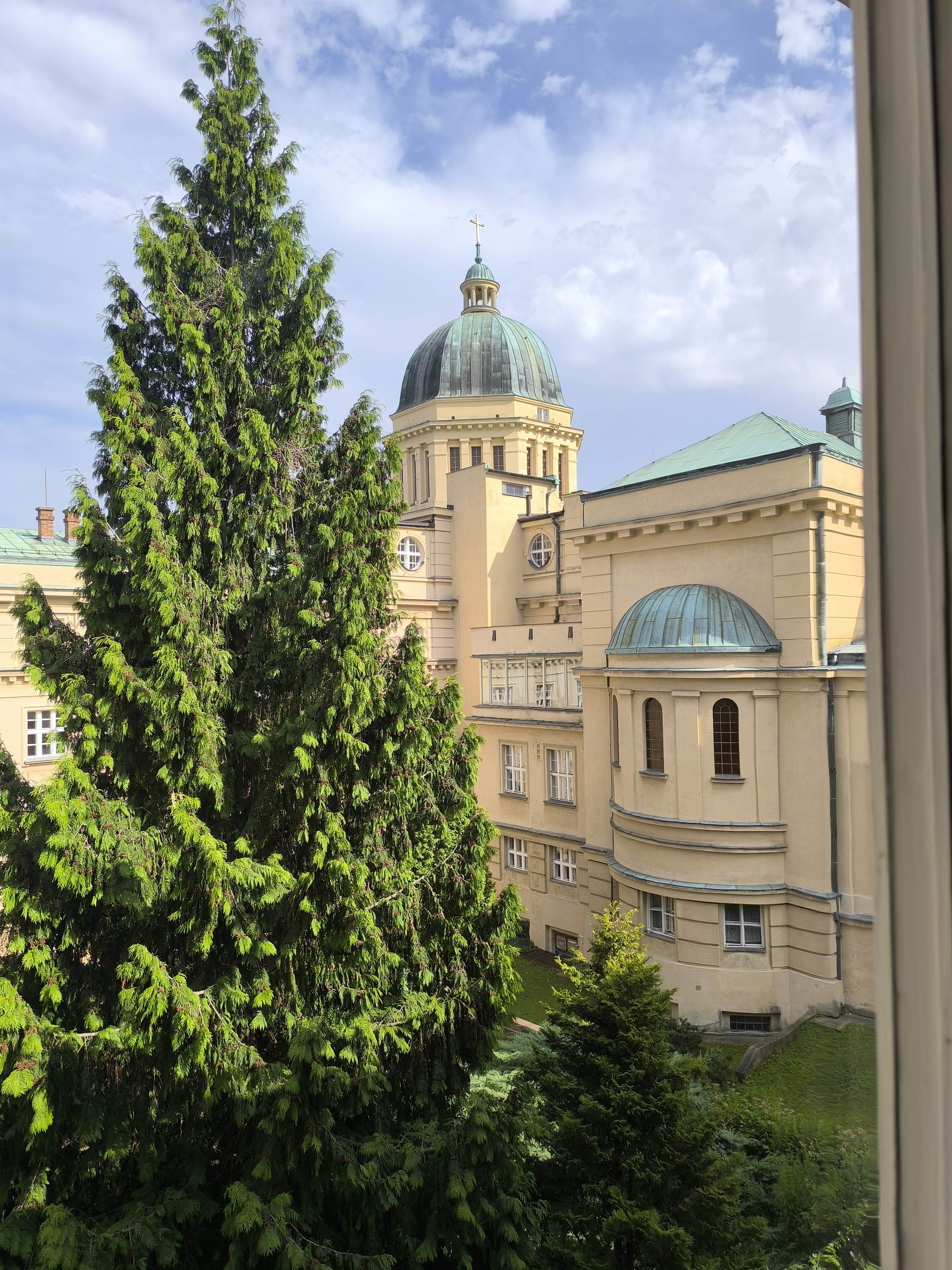
Pohled na kostel ze dvora Teologické fakulty

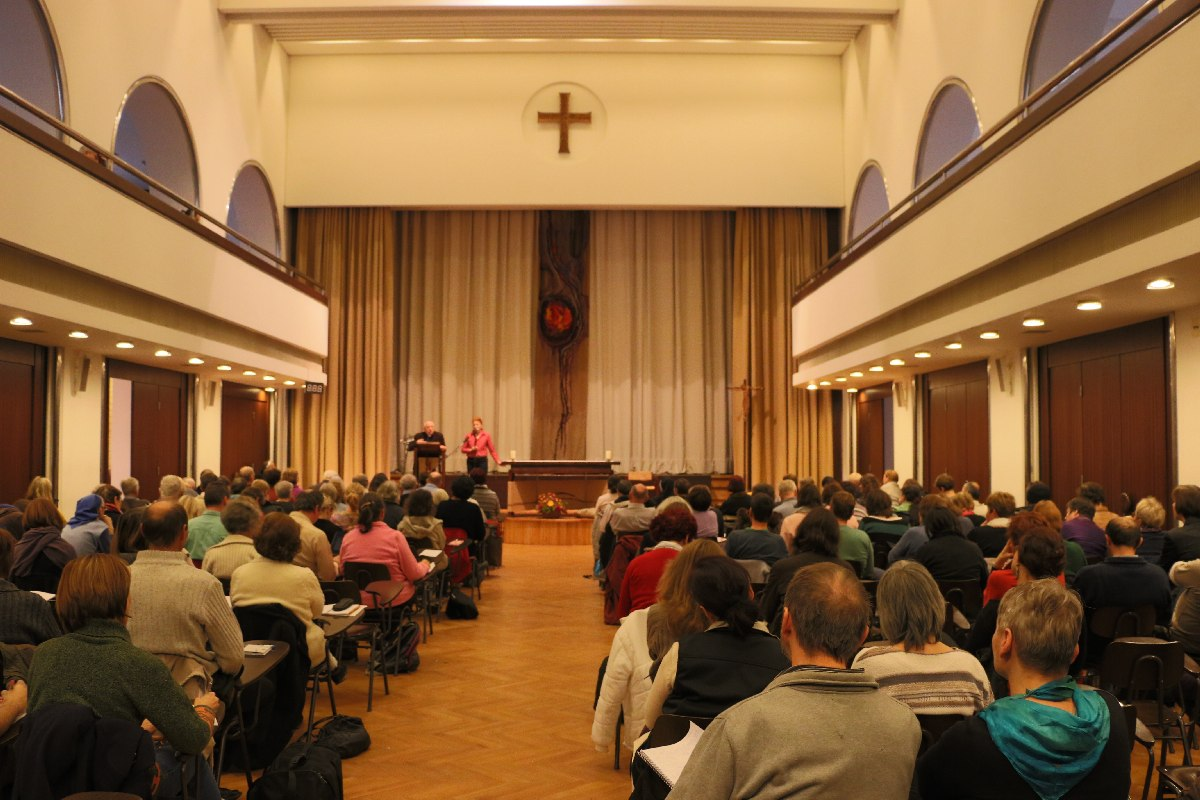
Interiér kostela sv. Vojtěcha

Autor projektu – architekt František Havlena koncipoval prostornou trojlodní baziliku českého národního patrona svatého Vojtěcha jako integrální součást  obdélného komplexu budov, mezi dvěma institucemiː tehdy nově budovaným Arcibiskupským kněžským seminářem a teologickou fakultou Univerzity karlovy v Praze–Dejvicích. Budova kostela byla proto vestavěna mezi dvěma dvory, vstupním průčelím obrácena na severozápad směrem ke svahu se zahradami a vinicemi, aby byla přístupná laikům. Oba dvory byly uzavřené pro studenty a projektovány pro ně jako dvory a meditační zahrady.
Dominantou stavby je mohutná kupole nad křížením, obrácená k městu, ohlas washingtonského Kapitolu.  
Kostel byl vysvěcen 6.11.1927. 
Během let komunistické totality kostel nemohl sloužit svému účelu.
Několikrát došlo ke stavebním úpravám, jako byla vestavba balkónu, snížení podhledu, zazdění bazilikálních oken, či odstranění varhan. V 80. letech 20. století dokonce došlo k novým moderním úpravám interiéru.
Na počátku 70. let 20. století zde bylo nahrávací studio Supraphonu. Víme, že někdy v 70. či 80. letech zde proběhlo zasedání nejvyšších představitelů organizace RVHP. Ve zbývající části objektu v té době sídlila redakce časopisu Otázky míru a socialismu.
V roce 1990 byl objekt navrácen církvi a při kostele byla v říjnu 1991 zřízena samostatná duchovní správa.

## Duchovní správci a rektoři kostela in spiritualibus
- Mons. doc. Ing. Mgr. Aleš Opatrný (od 16. října 1991 do 30. června 2004)
- Mgr. Vladimír Málek (od 1. července 2004 do 30. června 2011)
- Mgr. Ing. Michal Němeček (od 1. července 2011 do 8.12.2017)
- Mgr. Jan Kotas S.L.L. (od 8.12.2017 do 1.8.2023)
- Mgr. Mag. Christian M. Pšenička Dipl.um. O.Praem. (od 1.8.2023 dosud)

## Jáhenská služba a rektor kostela in materialibus
- Ing. Mgr. Martin Opatrný (do 1.1.2022)